# Mołożew-Dwór
Mołożew-Dwór – wieś w Polsce położona w województwie mazowieckim, w powiecie sokołowskim, w gminie Jabłonna Lacka.
W latach 1975–1998 miejscowość administracyjnie należała do województwa siedleckiego.